# Птица ноћи
Птица ноћи (енгл. The Bird of Night) је роман британске списатељице Сузан Хил. Освојила је награду Whitbread Award 1972. године. Исте године номинована је и за Награду „Букер“.